# Јасмина Ђокић
Јасмина Ђокић  (Крушевац, 8. мај 1970) српска је сликарка.
Дипломирала на Факултету ликовних уметности у Београду, на сликарском одсеку 1997. у класи професора Момчила Антоновића. Магистарске студије завршила на истом факултету у класи професора Зорана Вуковића.
Имала је 3 самосталне изложбе (Београд, Краљево, Крушевац). Учесник је више међународних групних изложби у земљи и иностранству, као и ликовних колонија.
Живи и ради у Крушевцу.

## Одабране групне изложбе
- 1996 - International mail’art exhibition ‘Crazy and Fantastic Cats’, Пиза, Италија
- 1996 - The first international biennial exhibition of a small size ‘ Miedzynarodowe biennale Raciborz ‘96’, Рациборж, Пољска
- 1996 - Мале форме, Уметничка галерија Крушевац
- 1997 - 3rd Electrografphic Art International Exhibition Писа ’97, Пиза, Италија
- 1997 - Mail Art Project: ‘The Songs’s Routes’, Равена, Италија
- 1998 - The second international biennial exhibition of a small size ‘ II Miedzinarodowe biennale Raciborz ‘98’, Рациборз, Пољска
- 1998 - Пети међународни бијенале уметности минијатуре, Горњи Милановац
- 2000 - 3rd International biennial exhibition of a small size ‘Miedzynarodowe biennale Raciborz Рациборз, ПОЛАНД
- 2000 - , Северна Каролина, САД[1]
- 2000 - , Северна Каролина, САД
- 2000 - Други бијенале ликовних И примењених уметности, Смедерево
- 2000 - Шести међународни бијенале уметности минијатуре, Горњи Милановац[2]
- 2000 - Уметници манастиру Жичи, Градска Пинакотека, Солун, Грчка
- 2003 - Седми међународни бијенале уметности минијатуре, Горњи Милановац[3]